# Midden-Italië

Midden-Italië in nauwe zin

Midden-Italië (Italiaans: Italia centrale) is het middelste deel van het laarsvormige schiereiland Italië, gelegen tussen Noord-Italië en Zuid-Italië (Mezzogiorno). 
Het gebied strekt zich uit van de kammen van de Apennijnen tussen La Spezia en Rimini tot de historische noordgrens van het Koninkrijk Napels. De zuidelijke grens verloopt sinds de jaren 1920, toen de grenzen werden aangepast, langs de rivieren Tronto en Garigliano. Midden-Italië wordt gevormd door de regio's Toscane, Umbrië, Marche en Lazio, waarbij alleen Toscane taalkundig en cultureel in zijn geheel tot Midden-Italië kan worden gerekend. Binnen deze grenzen vormt Midden-Italië tevens een van de 5 Italiaanse Eerste niveau NUTS-regio's.
Onofficieel wordt vaak ook de naar dialect meer Zuid-Italiaanse regio Abruzzen bij het gebied genomen, een gebied dat echter historisch tot Zuid-Italië wordt gerekend. Op historische gronden wordt soms ook de Emilia-Romagna gerekend tot Midden-Italië, een gebied dat voor de vereniging van Italië gedeeltelijk tot de Kerkelijke Staat behoorde.

## Bevolking
Midden-Italië telt 11.675.578 inwoners (ISTAT: 31 december 2007). Acht steden tellen meer dan 100.000 inwoners.
| Stad     | Inwoners  | Regio   |
| -------- | --------- | ------- |
| Rome     | 2.718.768 | Lazio   |
| Florence | 364.710   | Toscane |
| Prato    | 185.603   | Toscane |
| Perugia  | 163.287   | Umbrië  |
| Livorno  | 160.949   | Toscane |
| Latina   | 115.490   | Lazio   |
| Terni    | 110.933   | Umbrië  |
| Ancona   | 101.424   | Marche  |